# Witelo (cràter)

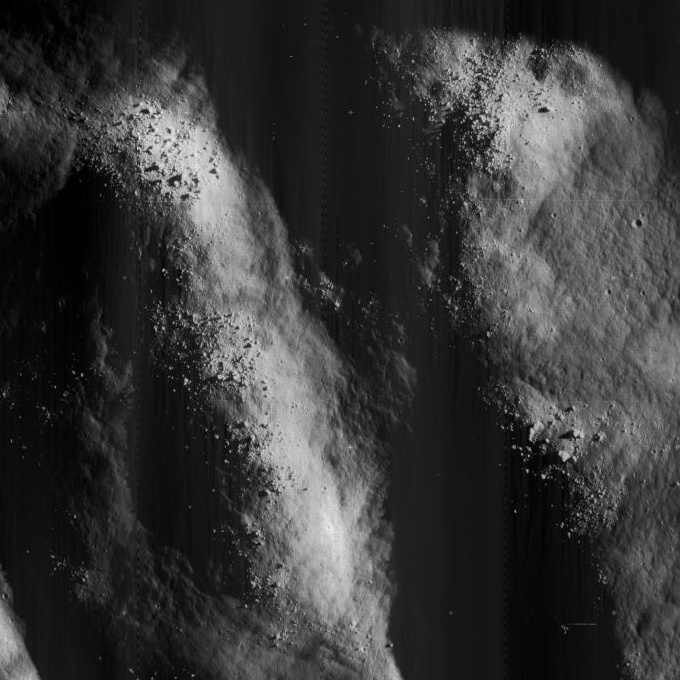
Detall d'una àrea a l'oest del pic central, mostrant els grans blocs de roca existents sobre la superfície (imatge Lunar Orbiter 5)

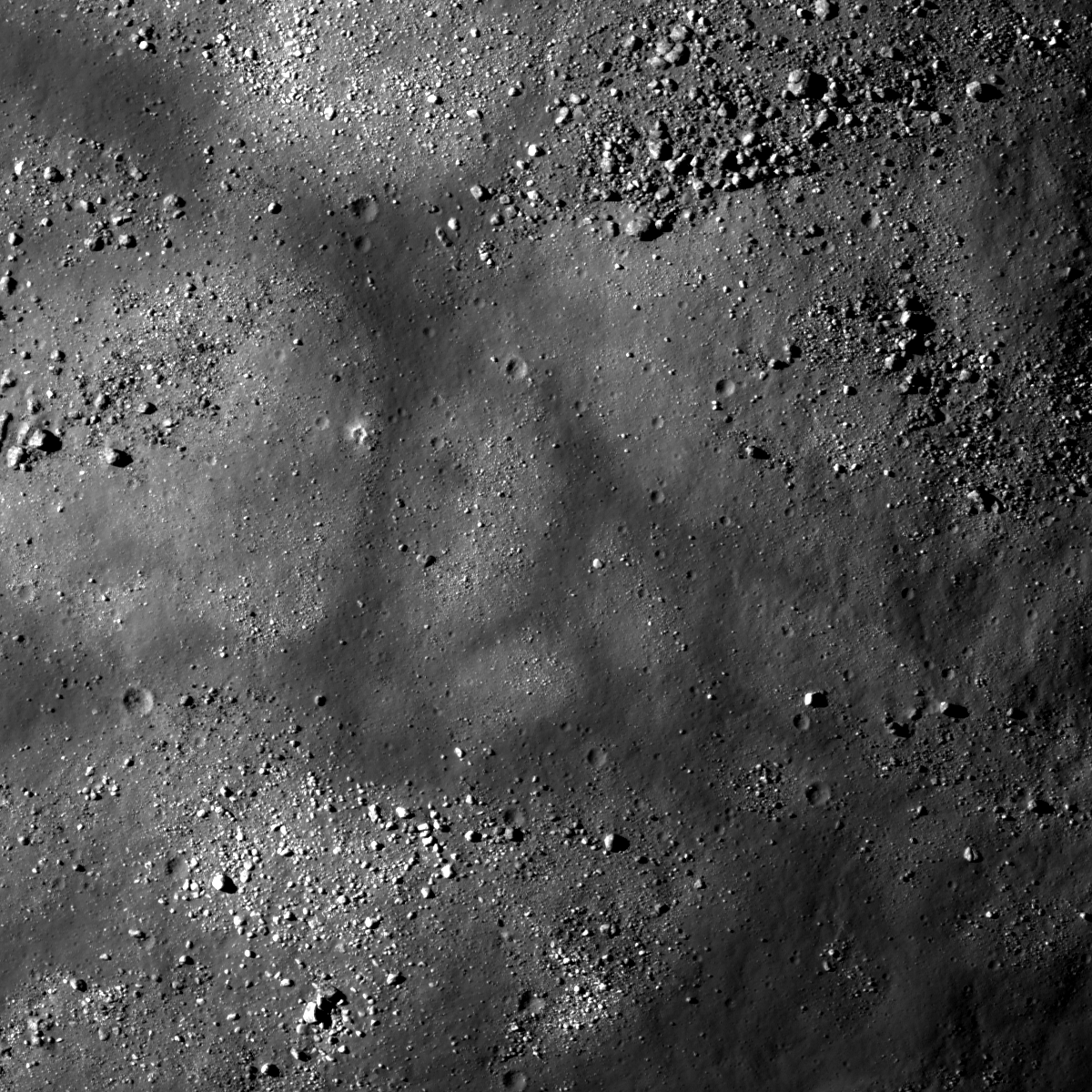
Fotografia de la missió Lunar Reconnaissance Orbiter

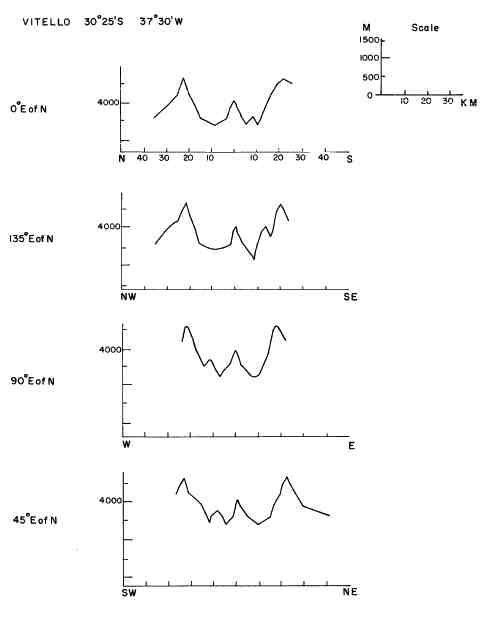
Perfils transversals del cràter

Witelo és un cràter d'impacte que es troba en el bord sud del petit Mare Humorum, en la partet sud-oest de la cara visible de la Lluna. Es troba just a l'est del cràter inundat de lava Lee. Al nord-est, en la vora de la mar lunar, apareix Rupes Kelvin, una línia de falla irregular.
Aquest cràter té una vora baixa, aproximadament circular, amb un perfil afilat. El sòl interior és irregular, rugós i accidentat, amb un cràter concèntric més petit, desplaçat a l'est del punt mitjà. Una cresta baixa es projecta des del bord nord-oest fins al mare.

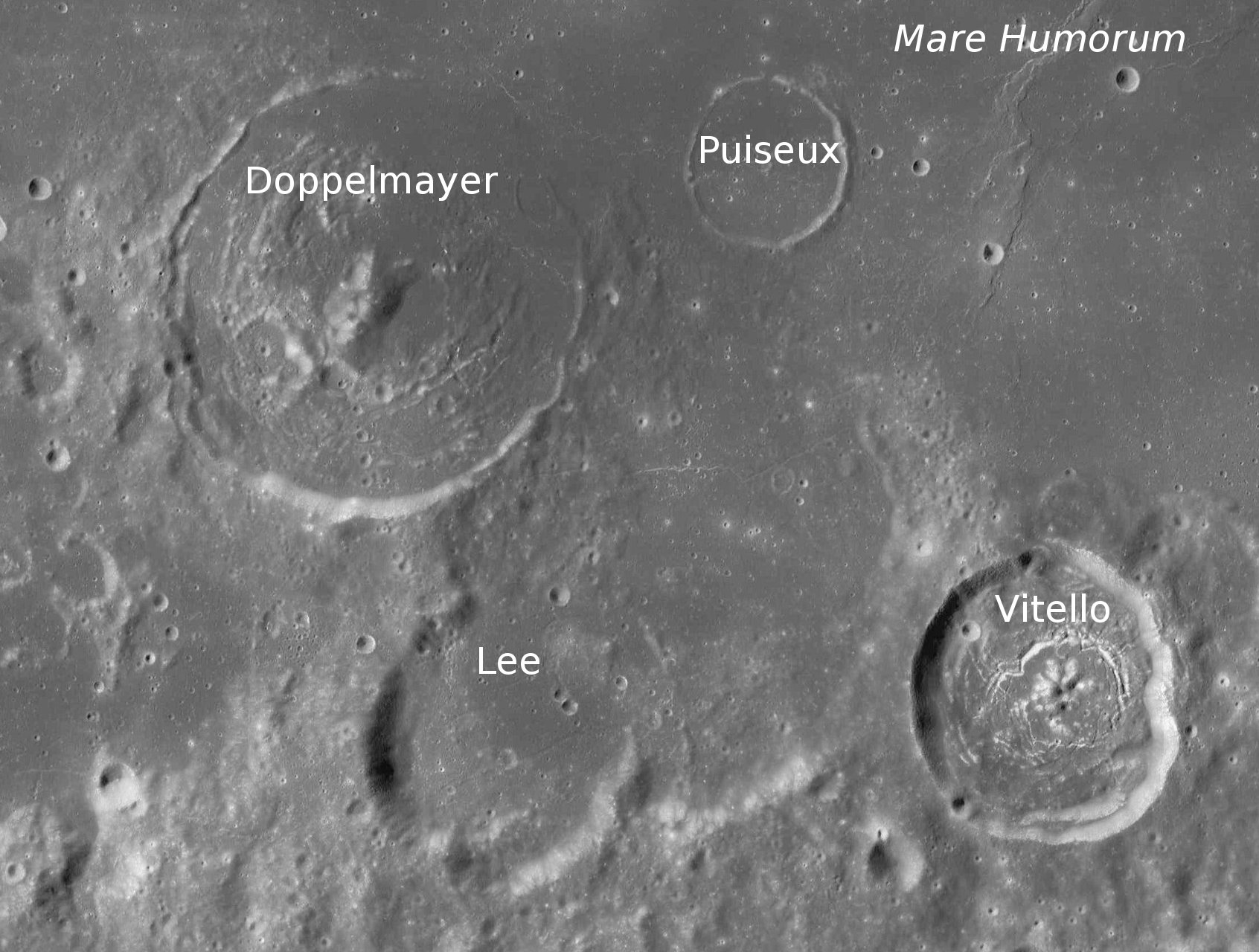
Entorn de Witelo (cantonada inferior dreta de la imatge)

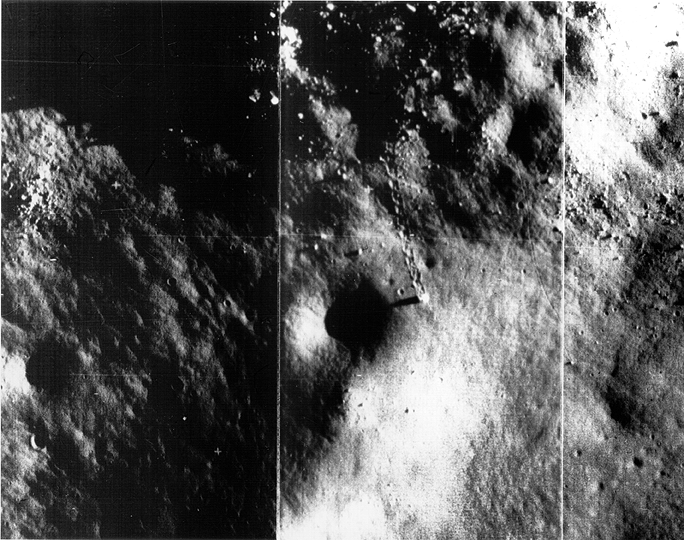
La imatge de la Lunar Orbiter 5 mostra les dues pistes formades per la caiguda de roques en Witelo. La gran roca amb la seva cadena curta prop del centre, i la petita roca amb la seva pista llarga i estreta prop del marge dret de la imatge.

Anteriorment es creia que Witelo era un caldera volcànica en lloc d'un cràter d'impacte. En To A Rocky Moon, el geòleg lunar Do I. Wilhelms va resumir: "És un punt de radiació infraroja de Saari-Shorthill, està fracturat, i està cobert i envoltat per un dipòsit fosc. Si hi ha una caldera en la lluna, aquest cràter hauria de ser-ho". No obstant això, la Lunar Orbiter 5 va prendre imatges d'alta resolució de l'interior i els geòlegs van observar que les fractures estaven emplenades dels blocs que van causar l'anomalia infraroja, concloent que no escapava calor volcànica de Witelo. Wilhelms va concloure "... si es tracta d'una caldera, la seva activitat va expirar fa molt temps".

## Cràters satèl·lit
Per convenció aquests elements són identificats en els mapes lunars posant la lletra en el costat del punt mitjà del cràter que està més proper a Witelo.
|        | \| Witelo \| Coordenades \| Diàmetre \| \| ------ \| ------------------------------------ \| -------- \| \| A \| 34° 06′ S, 41° 54′ O / 34.1°S,41.9°O \| 21 km \| \| B \| 31° 06′ S, 35° 24′ O / 31.1°S,35.4°O \| 11 km \| \| C \| 32° 24′ S, 42° 30′ O / 32.4°S,42.5°O \| 14 km \| \| D \| 33° 12′ S, 41° 00′ O / 33.2°S,41.0°O \| 18 km \| \| E \| 29° 12′ S, 35° 48′ O / 29.2°S,35.8°O \| 7 km \| \| G \| 32° 18′ S, 37° 36′ O / 32.3°S,37.6°O \| 10 km \| \| H \| 32° 48′ S, 43° 00′ O / 32.8°S,43.0°O \| 12 km \| \| K \| 31° 54′ S, 37° 36′ O / 31.9°S,37.6°O \| 13 km \| \| L \| 31° 36′ S, 35° 18′ O / 31.6°S,35.3°O \| 7 km \| \| M \| 32° 24′ S, 36° 00′ O / 32.4°S,36.0°O \| 7 km \| \| N \| 32° 06′ S, 36° 06′ O / 32.1°S,36.1°O \| 5 km \| \| P \| 31° 12′ S, 38° 24′ O / 31.2°S,38.4°O \| 9 km \| \| R \| 33° 00′ S, 37° 00′ O / 33.0°S,37.0°O \| 3 km \| \| S \| 30° 48′ S, 35° 12′ O / 30.8°S,35.2°O \| 6 km \| \| T \| 33° 48′ S, 39° 36′ O / 33.8°S,39.6°O \| 9 km \| \| X \| 32° 12′ S, 40° 36′ O / 32.2°S,40.6°O \| 8 km \| |          |
| Witelo | Coordenades | Diàmetre |
| A      | 34° 06′ S, 41° 54′ O / 34.1°S,41.9°O | 21 km    |
| B      | 31° 06′ S, 35° 24′ O / 31.1°S,35.4°O | 11 km    |
| C      | 32° 24′ S, 42° 30′ O / 32.4°S,42.5°O | 14 km    |
| D      | 33° 12′ S, 41° 00′ O / 33.2°S,41.0°O | 18 km    |
| E      | 29° 12′ S, 35° 48′ O / 29.2°S,35.8°O | 7 km     |
| G      | 32° 18′ S, 37° 36′ O / 32.3°S,37.6°O | 10 km    |
| H      | 32° 48′ S, 43° 00′ O / 32.8°S,43.0°O | 12 km    |
| K      | 31° 54′ S, 37° 36′ O / 31.9°S,37.6°O | 13 km    |
| L      | 31° 36′ S, 35° 18′ O / 31.6°S,35.3°O | 7 km     |
| M      | 32° 24′ S, 36° 00′ O / 32.4°S,36.0°O | 7 km     |
| N      | 32° 06′ S, 36° 06′ O / 32.1°S,36.1°O | 5 km     |
| P      | 31° 12′ S, 38° 24′ O / 31.2°S,38.4°O | 9 km     |
| R      | 33° 00′ S, 37° 00′ O / 33.0°S,37.0°O | 3 km     |
| S      | 30° 48′ S, 35° 12′ O / 30.8°S,35.2°O | 6 km     |
| T      | 33° 48′ S, 39° 36′ O / 33.8°S,39.6°O | 9 km     |
| X      | 32° 12′ S, 40° 36′ O / 32.2°S,40.6°O | 8 km     |

### Altres referències
- (WGPSN), IAU Working Group for Planetary System Nomenclature. «Gazetteer of Planetary Nomenclature. 1:1 Million-Scale Maps of the Moon» (en anglès).  UAI / USGS, 13-02-2013. [Consulta: 6 abril 2016].
- Andersson, L. E.; Whitaker, E. A.,. NASA Catalogue of Lunar Nomenclature (en anglès).  NASA RP-1097, 1982.
- Blue, Jennifer. «Gazetteer of Planetary Nomenclature» (en anglès).  USGS, 25-07-2007. [Consulta: 2 gener 2012].
- Bussey, B.; Spudis, P.. The Clementine Atlas of the Moon (en anglès).  Nueva York: Cambridge University Press, 2004. ISBN 0-521-81528-2.
- Cocks, Elijah E.; Cocks, Josiah C.. Who's Who on the Moon: A Biographical Dictionary of Lunar Nomenclature (en anglès).  Tudor Publishers, 1995. ISBN 0-936389-27-3.
- McDowell, Jonathan. «Lunar Nomenclature» (en anglès).   Jonathan's Space Report, 15-07-2007. [Consulta: 2 gener 2012].
- Menzel, D. H.; Minnaert, M.; Levin, B.; Dollfus, A.; Bell, B. «Report on Lunar Nomenclature by The Working Group of Commission 17 of the IAU» (en anglès). Space Science Reviews, 12, 1971, pàg. 136.
- Moore, Patrick. On the Moon (en anglès).  Sterling Publishing Co, 2001. ISBN 0-304-35469-4.
- Price, Fred W. The Moon Observer's Handbook (en anglès).  Cambridge University Press, 1988. ISBN 0521335000.
- Rükl, Antonín. Atlas of the Moon (en anglès).  Kalmbach Books, 1990. ISBN 0-913135-17-8.
- Webb, Rev. T. W.. Celestial Objects for Common Telescopes, 6ª edición revisada (en anglès).  Dover, 1962. ISBN 0-486-20917-2.
- Whitaker, Ewen A. Mapping and Naming the Moon (en anglès).  Cambridge University Press, 2003. 978-0-521-54414-6.
- Wlasuk, Peter T. Observing the Moon (en anglès).  Springer, 2000. ISBN 1-85233-193-3.